# Shopping Nova América
O Shopping Nova América é um centro comercial da cidade do Rio de Janeiro, capital do estado brasileiro homônimo. Localizado no bairro de Del Castilho, é localizado estrategicamente, ligado por uma passarela a estação de Del Castilho do Metrô e da Linha Amarela.
Principal fonte de entretenimento e consumo da Zona Norte da cidade do Rio de Janeiro, o Shopping Nova América é, após sua expansão em 2014, o maior complexo multiuso da cidade com três torres comerciais, três lajes corporativas, academia e dois hotéis com mais de 420 quartos. O complexo ainda conta com quatro bancos, clínica de diagnóstico e imagem, laboratório, clínica popular, loteria, correios e serviços de estética e bem-estar.
Precursor, o Nova América é uma referência no mercado graças a sua versatilidade ao longo dos anos, sem perder sua estrutura original. Tombado pelo patrimônio histórico, o shopping preserva parte das instalações da Companhia de Tecidos Nova América, desativada em 1991 com os tradicionais tijolos ingleses.
Outro importante diferencial é a Rua do Rio, uma área gastronômica ao ar livre, com 17 bares e restaurantes com a cara da região boêmia da cidade. A Rua do Rio foi aberta em 2002, sete anos após a inauguração, sendo a primeira área exclusiva destinada à gastronomia em um shopping da Zona Norte do Rio de Janeiro.
Possui um campus da Universidade Estácio de Sá, um centro empresarial com 154 salas, o "Espaço Cliente", duas praças de alimentação e mais de 300 lojas.
O Nova América foi eleito, na pesquisa "Marcas dos cariocas" (levantamento encomendado pelo jornal O Globo ao Grupo Troiano de Branding), como um dos cinco shoppings principais que moram no coração de quem vive no Rio de Janeiro.
O Metrô Rio batizou a antiga Estação Del Castilho como Estação Nova América/Del Castilho.

## História

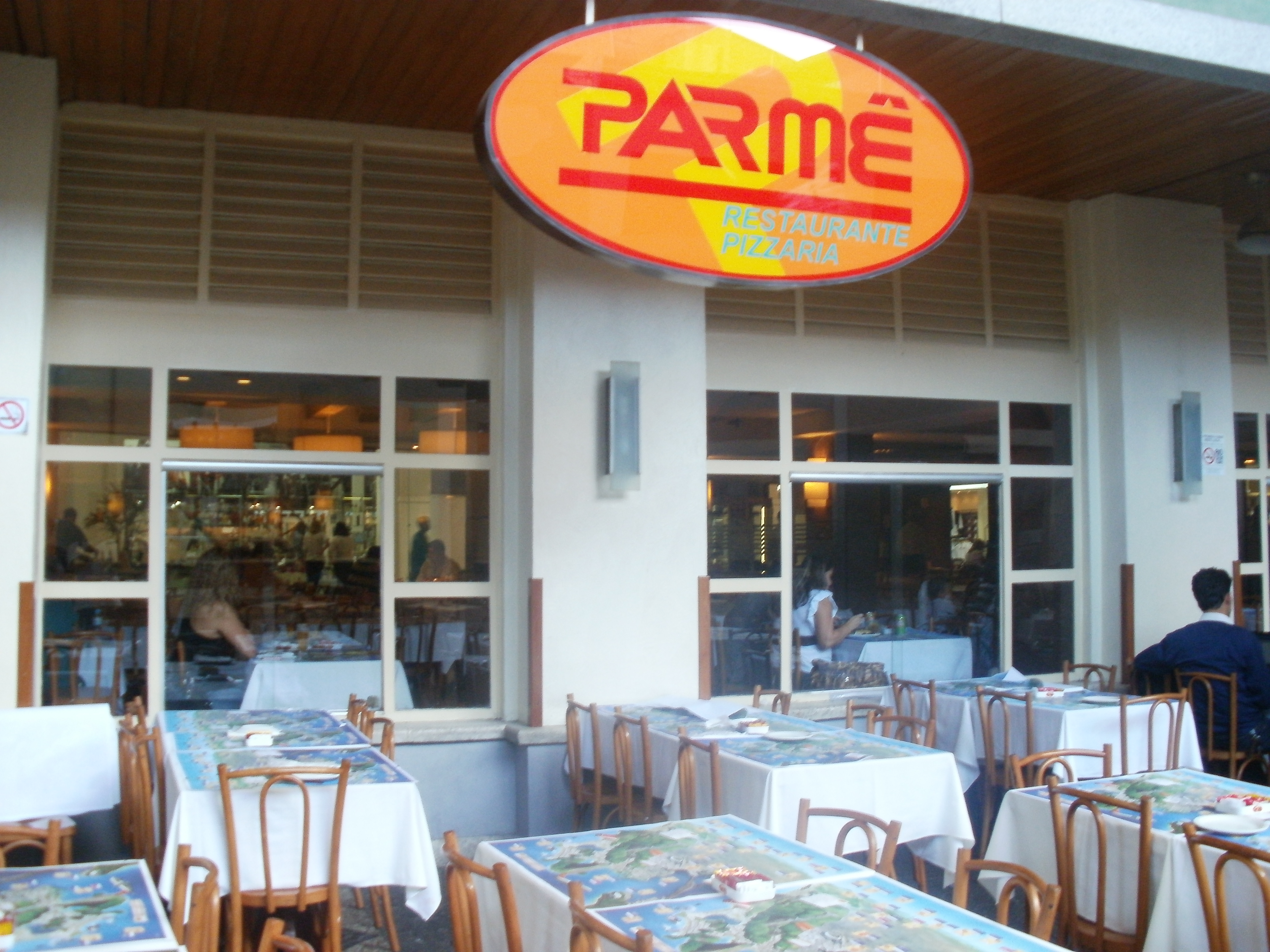
Espaço interno do Shopping Nova América.

Em 1925, nascia a Fábrica de Tecidos Nova América, fechada em 1991. Sua chaminé permanece no terreno até hoje e na memória de muitos moradores da zona norte. Em 1995, a fábrica deu lugar ao Shopping Nova América que começou como outlet (o primeiro do Rio) passando a shopping regional em 2002. Em outubro de 2012, o empreendimento inaugurou uma nova fase: sua segunda expansão cujo projeto além de trazer mais 130 lojas em 2013, inclui novidades imobiliárias para o segundo semestre - o Nova América Offices, o Nova América Corporate e um projeto de dois hotéis.

## Incêndio
Em 16 de fevereiro de 2015, um incêndio de grandes proporções atingiu o shopping. O evento teria começado numa loja de roupas da Lupo no 2º andar do edifício. O shopping estava fechado na hora do incêndio, já que era recesso de carnaval. O fogo começou por volta de 11 horas da manhã, segundo o shopping, que acabou contribuindo para a ausência de feridos.

## Acesso
É possível chegar ao shopping através da estação de Del Castilho do metrô, localizada ao lado do centro comercial. Para quem deseja ir de carro, é possível chegar pela Linha Amarela. Ainda há a opção de ir de ônibus. O shopping disponibilizava duas linhas de ônibus gratuitas, ligando-o aos bairros do Méier e Maria da Graça.